# 鳥取県道184号樗谿公園線
鳥取県道184号樗谿公園線（とっとりけんどう184ごう おうちだにこうえんせん）は、鳥取県鳥取市を通る一般県道である。

## 概要
鳥取市上町から鳥取市片原1丁目に至る。
2013年（平成25年）12月20日、鳥取県告示第891号により「樗谿神社線」から路線名が変更された。

### 路線データ
- 起点：鳥取県鳥取市上町
- 終点：鳥取県鳥取市片原1丁目（市民会館前交差点[注釈 1]、国道53号交点、鳥取県道193号田島片原線終点）
- 総延長：1.3 km

## 歴史
- 2013年（平成25年）12月20日 - 鳥取県告示第891号により、路線名が「樗谿神社線」から「樗谿公園線」に変更された[1]。

## 地理

### 通過する自治体
- 鳥取県
  - 鳥取市

### 交差するする道路
| 交差する道路                                    | 交差する場所 | 交差する場所            |
| ----------------------------------------------- | ------------ | ----------------------- |
| 鳥取県道323号若葉台東町線                       | 大工町頭     | 樗谿入口交差点          |
| 国道53号 国道373号 重複 鳥取県道193号田島片原線 | 片原1丁目    | 市民会館前交差点 / 終点 |

### 沿線
- 鳥取東照宮（旧称・樗谿神社）
- 鳥取市歴史博物館（やまびこ館）
- 鳥取市民会館
- 鳥取市立遷喬小学校